# آمین‌دار کردن کاهشی
آمین‌دار کردن کاهشی یا آمیناسیون کاهشی (که به آلکیل‌دار کردن کاهشی نیز معروف است) نوعی آمین‌دار کردن است که شامل تبدیل یک گروه کربونیل به آمین از طریق یک ایمین میانی است. گروه کربونیل بیشتر کتون یا آلدهید است. این فرایند مهمترین روش برای ساخت آمین‌ها در نظر گرفته می‌شود و اکثریت آمین‌های تولید شده در صنعت داروسازی به این روش ساخته می‌شوند.

## همچنین ببینید
- روش فورستر–دکر
- واکنش لوکارت